# Taça da Liga 2008-2009
La Taça da Liga 2008-2009 è stata la 2ª edizione del torneo. La competizione è iniziata il 2 agosto 2008 e si è conclusa il 21 marzo 2009. Il Benfica si è aggiudicato il trofeo battendo in finale lo Sporting Lisbona per 3-2 dopo i calci di rigore.

## Primo turno
| Squadra 1                     | Totale          | Squadra 2    | Andata | Ritorno |
| ----------------------------- | --------------- | ------------ | ------ | ------- |
| 2 agosto 2008 / 9 agosto 2008 |                 |              |        |         |
| Feirense                      | 1 – 2           | Vizela       | 1 - 2  | 0 - 0   |
| Santa Clara                   | 1 – 2           | Olhanense    | 0 - 0  | 1 - 2   |
| Estoril Praia                 | 2 – 1           | Oliveirense  | 1 - 0  | 1 - 1   |
| Varzim                        | 0 – 1           | União Leiria | 0 - 0  | 0 - 1   |
| Covilhã                       | –               | Boavista     | -      | -       |
| Freamunde                     | 3 – 3 (4-2 dtr) | Desp. Aves   | 3 - 1  | 0 - 2   |
| Portimonense                  | 1 – 4           | Gil Vicente  | 0 - 2  | 1 - 2   |
| Gondomar                      | 3 – 3 (5-4 dtr) | Beira-Mar    | 3 - 1  | 0 - 2   |

## Secondo turno

### Gruppo A
| Pos | Squadra | G | V | N | P | GF | GS | DG | Pt |  | RAV | BRA | LEI |
| --- | ------- | - | - | - | - | -- | -- | -- | -- |  | --- | --- | --- |
| 1   | Rio Ave | 2 | 2 | 0 | 0 | 3  | 1  | +2 | 6  |  |     | 1–0 |     |
| 2   | Braga   | 2 | 1 | 0 | 1 | 4  | 1  | +3 | 3  |  |     |     | 4–0 |
| 3   | Leixões | 2 | 0 | 0 | 2 | 1  | 6  | −5 | 0  |  | 1–2 |     |     |

### Gruppo B
| Pos | Squadra             | G | V | N | P | GF | GS | DG | Pt |  | BEL | GVI | SCO |
| --- | ------------------- | - | - | - | - | -- | -- | -- | -- |  | --- | --- | --- |
| 1   | Belenenses          | 2 | 1 | 1 | 0 | 1  | 0  | +1 | 4  |  |     |     | 0–0 |
| 2   | Gil Vicente         | 2 | 1 | 0 | 1 | 2  | 2  | 0  | 3  |  | 0–1 |     |     |
| 3   | Sporting da Covilhã | 2 | 0 | 1 | 1 | 1  | 2  | −1 | 1  |  |     | 1–2 |     |

### Gruppo C
| Pos | Squadra            | G | V | N | P | GF | GS | DG | Pt |  | PAÇ | EST | VIZ |
| --- | ------------------ | - | - | - | - | -- | -- | -- | -- |  | --- | --- | --- |
| 1   | Paços de Ferreira  | 2 | 2 | 0 | 0 | 4  | 1  | +3 | 6  |  |     | 2–1 |     |
| 2   | Estrela da Amadora | 2 | 1 | 0 | 1 | 5  | 3  | +2 | 3  |  |     |     | 4–1 |
| 3   | Vizela             | 2 | 0 | 0 | 2 | 1  | 6  | −5 | 0  |  | 0–2 |     |     |

### Gruppo D
| Pos | Squadra         | G | V | N | P | GF | GS | DG | Pt |  | NAC | ULE | TRO |
| --- | --------------- | - | - | - | - | -- | -- | -- | -- |  | --- | --- | --- |
| 1   | Nacional        | 2 | 1 | 0 | 1 | 2  | 1  | +1 | 3  |  |     |     | 2–0 |
| 2   | União de Leiria | 2 | 1 | 0 | 1 | 1  | 1  | 0  | 3  |  | 1–0 |     |     |
| 3   | Trofense        | 2 | 1 | 0 | 1 | 1  | 2  | −1 | 3  |  |     | 1–0 |     |

### Gruppo E
| Pos | Squadra          | G | V | N | P | GF | GS | DG | Pt |  | OLH | ESP | NAV |
| --- | ---------------- | - | - | - | - | -- | -- | -- | -- |  | --- | --- | --- |
| 1   | Olhanense        | 2 | 1 | 0 | 1 | 3  | 2  | +1 | 3  |  |     |     | 2–0 |
| 2   | Estoril Praia    | 2 | 1 | 0 | 1 | 4  | 4  | 0  | 3  |  | 2–1 |     |     |
| 3   | Naval 1º de Maio | 2 | 1 | 0 | 1 | 3  | 4  | −1 | 3  |  |     | 3–2 |     |

### Gruppo F
| Pos | Squadra   | G | V | N | P | GF | GS | DG | Pt |  | ACA | GND | FRM |
| --- | --------- | - | - | - | - | -- | -- | -- | -- |  | --- | --- | --- |
| 1   | Académica | 2 | 1 | 1 | 0 | 3  | 1  | +2 | 4  |  |     |     | 1–1 |
| 2   | Gondomar  | 2 | 1 | 0 | 1 | 1  | 2  | −1 | 3  |  | 0–2 |     |     |
| 3   | Freamunde | 2 | 0 | 1 | 1 | 1  | 2  | −1 | 1  |  |     | 0–1 |     |

## Terzo turno

### Girone A
| Squadra         | P.ti | G | V | P | S | RF | RS | DR |
| --------------- | ---- | - | - | - | - | -- | -- | -- |
| Porto           | 6    | 3 | 2 | 0 | 1 | 4  | 3  | +1 |
| Nacional        | 4    | 3 | 1 | 1 | 1 | 3  | 3  | 0  |
| Académica       | 4    | 3 | 1 | 1 | 1 | 3  | 3  | 0  |
| Vitória Setúbal | 3    | 3 | 1 | 0 | 2 | 3  | 4  | -1 |

|                 | Aca   | Nac   | Por   | VSe   |
| Académica       |       | 1 - 1 |       |       |
| Nacional        |       |       | 2 - 1 |       |
| Porto           | 1 - 0 |       |       | 2 - 1 |
| Vitória Setúbal | 1 - 2 | 1 - 0 |       |       |

### Girone B
| Squadra          | P.ti | G | V | P | S | RF | RS | DR |
| ---------------- | ---- | - | - | - | - | -- | -- | -- |
| Sporting Lisbona | 9    | 3 | 3 | 0 | 0 | 9  | 1  | +8 |
| Rio Ave          | 3    | 3 | 1 | 0 | 2 | 3  | 4  | -1 |
| Marítimo         | 3    | 3 | 1 | 0 | 2 | 3  | 6  | -3 |
| Paços Ferreira   | 3    | 3 | 1 | 0 | 2 | 4  | 8  | -4 |

|                   | Mar   | PFe   | RAv   | SLi   |
| Maritimo          |       | 2 - 1 | 1 - 2 |       |
| Paços de Ferreira |       |       | 2 - 1 |       |
| Rio Ave           |       |       |       | 0 - 1 |
| Sporting Lisbona  | 3 - 0 | 5 - 1 |       |       |

### Girone C
| Squadra           | P.ti | G | V | P | S | RF | RS | DR |
| ----------------- | ---- | - | - | - | - | -- | -- | -- |
| Benfica           | 9    | 3 | 3 | 0 | 0 | 7  | 1  | +6 |
| Vitória Guimarães | 4    | 3 | 1 | 1 | 1 | 3  | 2  | +1 |
| Belenenses        | 4    | 3 | 1 | 1 | 1 | 2  | 1  | +1 |
| Olhanense         | 0    | 3 | 0 | 0 | 3 | 1  | 9  | -8 |

|                   | Bel   | Ben   | Olh   | VGu   |
| Belenenses        |       |       |       | 0 - 0 |
| Benfica           | 1 - 0 |       | 4 - 1 |       |
| Olhanense         | 0 - 2 |       |       |       |
| Vitória Guimarães |       | 0 - 2 | 3 - 0 |       |

## Semifinali
| Squadra 1        | Risultato | Squadra 2         |
| ---------------- | --------- | ----------------- |
| 4 febbraio 2009  |           |                   |
| Benfica          | 2 - 1     | Vitória Guimarães |
| Sporting Lisbona | 4 - 1     | Porto             |

## Finale
La finale si è disputata in gara unica allo stadio Algarve a Faro il 21 marzo.
| Arbitro: | Lucílio Batista (Setúbal) |

|                                              |                      |                                              |
| Pereirinha 49’                               | Marcatori            | 75’ (rig.) Reyes                             |
| Romagnoli Rochemback Moutinho Derlei Postiga | Tiri di rigore 2 – 3 | Aimar Cardozo Katsouranīs David Luiz Martins |